# Championnats du monde de patinage artistique 1982
Navigation
Mondiaux 1981 Mondiaux 1983
Les championnats du monde de patinage artistique 1982 ont lieu du 9 au 14 mars 1982 au Brøndby Hall près de Copenhague au Danemark.
En danse sur glace, ce sont les derniers mondiaux où les danses imposées valent autant que la danse libre.
Pour la première fois aux mondiaux, trente  patineurs participent à la compétition individuelle masculine.

## Qualifications
Les patineurs sont éligibles à l'épreuve s'ils représentent une nation membre de l'Union internationale de patinage (International Skating Union en anglais). Les fédérations nationales sélectionnent leurs patineurs en fonction de leurs propres critères.
Sur la base des résultats des championnats du monde 1981, l'Union internationale de patinage autorise chaque pays à avoir de une à trois inscriptions par discipline. 

## Podiums
| Épreuves                            | Or                               | Argent                                | Bronze                              |
| ----------------------------------- | -------------------------------- | ------------------------------------- | ----------------------------------- |
| Messieurs résultats détaillés       | Scott Hamilton                   | Norbert Schramm                       | Brian Pockar                        |
| Dames résultats détaillés           | Elaine Zayak                     | Katarina Witt                         | Claudia Kristofics-Binder           |
| Couples résultats détaillés         | Sabine Baeß / Tassilo Thierbach  | Maria Pestova / Stanislav Leonovich   | Kitty Carruthers / Peter Carruthers |
| Danse sur glace résultats détaillés | Jayne Torvill / Christopher Dean | Natalia Bestemianova / Andreï Boukine | Irina Moïsseïeva / Andrei Minenkov  |

## Tableau des médailles
| Rang  | Nation               | Or | Argent | Bronze | Total |
| ----- | -------------------- | -- | ------ | ------ | ----- |
| 1     | États-Unis           | 2  | 0      | 1      | 3     |
| 2     | Allemagne de l'Est   | 1  | 1      | 0      | 2     |
| 3     | Royaume-Uni          | 1  | 0      | 0      | 1     |
| 4     | Union soviétique     | 0  | 2      | 1      | 3     |
| 5     | Allemagne de l'Ouest | 0  | 1      | 0      | 1     |
| 6     | Autriche             | 0  | 0      | 1      | 1     |
| 6     | Canada               | 0  | 0      | 1      | 1     |
| Total | Total                | 4  | 4      | 4      | 12    |

## Détails des compétitions
Pour la saison 1981/1982, les calculs des points se font selon la méthode suivante :
- chez les Messieurs et les Dames (0.6 point par place pour les figures imposées, 0.4 point par place pour le programme court, 1 point par place pour le programme libre)
- chez les couples artistiques (0.4 point par place pour le programme court, 1 point par place pour le programme libre)
- en danse sur glace (1 point par place pour les trois danses imposées, 1 point par place pour la danse libre)

### Messieurs
| Rang | Nom                    | Nation               | Points | Fig. impo. | Prog. court | Prog. libre |
| ---- | ---------------------- | -------------------- | ------ | ---------- | ----------- | ----------- |
| 1    | Scott Hamilton         | États-Unis           | 2.6    | 2          | 1           | 1           |
| 2    | Norbert Schramm        | Allemagne de l'Ouest | 6.4    | 6          | 2           | 2           |
| 3    | Brian Pockar           | Canada               | 9.8    | 5          | 7           | 4           |
| 4    | Brian Orser            | Canada               | 11.4   | 12         | 3           | 3           |
| 5    | Jean-Christophe Simond | France               | 11.8   | 1          | 8           | 8           |
| 6    | Robert Wagenhoffer     | États-Unis           | 12.0   | 9          | 4           | 5           |
| 7    | Igor Bobrin            | Union soviétique     | 12.0   | 4          | 9           | 6           |
| 8    | David Santee           | États-Unis           | 15.2   | 3          | 16          | 7           |
| 9    | Fumio Igarashi         | Japon                | 19.4   | 8          | 14          | 9           |
| 10   | Alexandre Fadeïev      | Union soviétique     | 21.4   | 15         | 6           | 10          |
| 11   | Vladimir Kotin         | Union soviétique     | 23.4   | 11         | 12          | 12          |
| 12   | Takashi Mura           | Japon                | 23.8   | 14         | 11          | 11          |
| 13   | Grzegorz Filipowski    | Pologne              | 24.2   | 10         | 13          | 13          |
| 14   | Philippe Paulet        | France               | 25.2   | 7          | 15          | 15          |
| 15   | Rudi Cerne             | Allemagne de l'Ouest | 25.6   | 16         | 5           | 14          |
| 16   | Jozef Sabovčík         | Tchécoslovaquie      | 27.8   | 13         | 10          | 16          |
| 17   | Didier Monge           | France               | 35.2   | 19         | 17          | 17          |
| 18   | Mitsuru Matsumura      | Japon                | 36.0   | 18         | 18          | 18          |
| 19   | Lars Åkesson           | Suède                | 39.2   | 17         | 20          | 21          |
| 20   | Thomas Hlavik          | Autriche             | 40.2   | 21         | 19          | 20          |
| 21   | Mark Pepperday         | Royaume-Uni          | 45.2   | 27         | 25          | 19          |
| 22   | Todd Sand              | Danemark             | 46.6   | 22         | 21          | 25          |
| 23   | Bruno Delmaestro       | Italie               | 47.6   | 24         | 28          | 22          |
| 24   | Richard Furrer         | Suisse               | 48.2   | 25         | 23          | 24          |
| 25   | Miljan Begović         | Yougoslavie          | 50.6   | 20         | 24          | 29          |
| 26   | Michael Pasfield       | Australie            | 51.4   | 26         | 22          | 27          |
| 27   | Xu Zhaoxiao            | Chine                | 52.6   | 30         | 29          | 23          |
| 28   | Eric Krol              | Belgique             | 52.6   | 23         | 27          | 28          |
| 29   | Ed van Campen          | Pays-Bas             | 53.2   | 28         | 26          | 26          |
| 30   | Fernando Soria         | Espagne              | 59.4   | 29         | 30          | 30          |

### Dames
| Rang    | Nom                       | Nation               | Points | Fig. impo. | Prog. court | Prog. libre |
| ------- | ------------------------- | -------------------- | ------ | ---------- | ----------- | ----------- |
| 1       | Elaine Zayak              | États-Unis           | 7.4    | 4          | 10          | 1           |
| 2       | Katarina Witt             | Allemagne de l'Est   | 7.8    | 9          | 1           | 2           |
| 3       | Claudia Kristofics-Binder | Autriche             | 8.2    | 1          | 9           | 4           |
| 4       | Claudia Leistner          | Allemagne de l'Ouest | 12.2   | 14         | 2           | 3           |
| 5       | Elena Vodorezova          | Union soviétique     | 12.2   | 5          | 3           | 8           |
| 6       | Rosalynn Sumners          | États-Unis           | 13.2   | 11         | 4           | 5           |
| 7       | Vikki de Vries            | États-Unis           | 13.6   | 8          | 7           | 6           |
| 8       | Kay Thomson               | Canada               | 15.0   | 6          | 6           | 9           |
| 9       | Kristiina Wegelius        | Finlande             | 15.2   | 2          | 5           | 12          |
| 10      | Deborah Cottrill          | Royaume-Uni          | 22.0   | 3          | 8           | 17          |
| 11      | Carola Paul               | Allemagne de l'Est   | 22.6   | 13         | 12          | 10          |
| 12      | Janina Wirth              | Allemagne de l'Est   | 23.4   | 12         | 13          | 11          |
| 13      | Elizabeth Manley          | Canada               | 25.2   | 23         | 11          | 7           |
| 14      | Sanda Dubravčić           | Yougoslavie          | 30.6   | 10         | 14          | 19          |
| 15      | Manuela Ruben             | Allemagne de l'Ouest | 31.4   | 18         | 19          | 13          |
| 16      | Sandra Cariboni           | Suisse               | 33.0   | 15         | 20          | 16          |
| 17      | Karen Wood                | Royaume-Uni          | 34.4   | 22         | 18          | 14          |
| 18      | Sonja Stanek              | Autriche             | 35.2   | 7          | 15          | 25          |
| 19      | Catarina Lindgren         | Suède                | 36.8   | 25         | 17          | 15          |
| 20      | Myriam Oberwiler          | Suisse               | 38.4   | 20         | 21          | 18          |
| 21      | Béatrice Farinacci        | France               | 40.0   | 16         | 26          | 20          |
| 22      | Mariko Joshida            | Japon                | 43.8   | 21         | 23          | 22          |
| 23      | Diana Rankin              | Royaume-Uni          | 45.8   | 19         | 16          | 28          |
| 24      | Parthena Sarafidis        | Autriche             | 46.2   | 24         | 27          | 21          |
| 25      | Hanne Gamborg             | Danemark             | 48.2   | 26         | 24          | 23          |
| 26      | Karin Telser              | Italie               | 49.2   | 17         | 25          | 29          |
| 27      | Vicki Holland             | Australie            | 50.8   | 30         | 22          | 24          |
| 28      | Liisa Seitsonen           | Finlande             | 54.6   | 29         | 28          | 26          |
| 29      | Li Scha Wang              | Pays-Bas             | 56.2   | 28         | 31          | 27          |
| 30      | Katrien Pauwels           | Belgique             | 59.8   | 27         | 29          | 32          |
| 31      | Rosario Esteban           | Espagne              | 61.2   | 32         | 30          | 30          |
| 32      | Zhenghua Bao              | Chine                | 64.2   | 34         | 32          | 31          |
| 33      | Lim Hye-kyung             | Corée du Sud         | 66.0   | 33         | 33          | 33          |
| Abandon | Denyse Adam               | Nouvelle-Zélande     |        | 31         |             |             |

### Couples
| Rang | Nom                                  | Nation               | Points | Prog. court | Prog. libre |
| ---- | ------------------------------------ | -------------------- | ------ | ----------- | ----------- |
| 1    | Sabine Baeß / Tassilo Thierbach      | Allemagne de l'Est   | 1.4    | 1           | 1           |
| 2    | Marina Pestova / Stanislav Leonovich | Union soviétique     | 2.8    | 2           | 2           |
| 3    | Kitty Carruthers / Peter Carruthers  | États-Unis           | 4.6    | 4           | 3           |
| 4    | Barbara Underhill / Paul Martini     | Canada               | 6.0    | 5           | 4           |
| 5    | Irina Vorobieva / Igor Lisovski      | Union soviétique     | 6.2    | 3           | 5           |
| 6    | Veronika Pershina / Marat Akbarov    | Union soviétique     | 8.4    | 6           | 6           |
| 7    | Birgit Lorenz / Knut Schubert        | Allemagne de l'Est   | 9.8    | 7           | 7           |
| 8    | Lea Ann Miller / William Fauver      | États-Unis           | 11.6   | 9           | 8           |
| 9    | Lori Baier / Lloyd Eisler            | Canada               | 12.2   | 8           | 9           |
| 10   | Maria DiDomenico / Burt Lancon       | États-Unis           | 14.0   | 10          | 10          |
| 11   | Bettina Hage / Stefan Zins           | Allemagne de l'Ouest | 15.8   | 12          | 11          |
| 12   | Nathalie Tortel / Xavier Videau      | France               | 16.4   | 11          | 12          |
| 13   | Luan Bo / Yao Bin                    | Chine                | 18.2   | 13          | 13          |

### Danse sur glace
| Rang    | Nom                                   | Nation               | Points | Danses imposées | Danse libre |
| ------- | ------------------------------------- | -------------------- | ------ | --------------- | ----------- |
| 1       | Jayne Torvill / Christopher Dean      | Royaume-Uni          | 2.0    | 1               | 1           |
| 2       | Natalia Bestemianova / Andreï Boukine | Union soviétique     | 4.0    | 2               | 2           |
| 3       | Irina Moïsseïeva / Andrei Minenkov    | Union soviétique     | 7.0    | 4               | 3           |
| 4       | Judy Blumberg / Michael Seibert       | États-Unis           | 7.0    | 3               | 4           |
| 5       | Carol Fox / Richard Dalley            | États-Unis           | 10.0   | 5               | 5           |
| 6       | Olga Volozhinskaya / Alexander Svinin | Union soviétique     | 12.0   | 6               | 6           |
| 7       | Karen Barber / Nicholas Slater        | Royaume-Uni          | 15.0   | 7               | 8           |
| 8       | Elisa Spitz / Scott Gregory           | États-Unis           | 16.0   | 9               | 7           |
| 9       | Jana Berankova / Jan Bartak           | Tchécoslovaquie      | 17.0   | 8               | 9           |
| 10      | Tracy Wilson / Robert McCall          | Canada               | 20.0   | 10              | 10          |
| 11      | Nathalie Hervé / Pierre Béchu         | France               | 22.0   | 11              | 11          |
| 12      | Birgit Goller / Peter Klisch          | Allemagne de l'Ouest | 25.0   | 13              | 12          |
| 13      | Wendy Sessions / Stephen Williams     | Royaume-Uni          | 25.0   | 12              | 13          |
| 14      | Petra Born / Rainer Schönborn         | Allemagne de l'Ouest | 28.0   | 14              | 14          |
| 15      | Noriko Sato / Tadayuki Takahashi      | Japon                | 31.0   | 16              | 15          |
| 16      | Marianne van Bommel / Wayne Deweyert  | Pays-Bas             | 31.0   | 15              | 16          |
| 17      | Martine Olivier / Philippe Boissier   | France               | 35.0   | 18              | 17          |
| 18      | Graziella Ferpozzi / Marco Ferpozzi   | Suisse               | 37.0   | 19              | 18          |
| 19      | Saila Saarinen / Kim Jacobson         | Finlande             | 39.0   | 20              | 19          |
| 20      | Ulla Örnmarker / Thomas Svedberg      | Suède                | 41.0   | 21              | 20          |
| Abandon | Isabella Micheli / Roberto Pelizzola  | Italie               |        | 17              |             |